# Joey Brock
Joey Brock (Arnhem, 20 september 1988) is een Nederlands voormalig voetballer die als verdediger speelde.

## Loopbaan
Brock begon met voetballen bij VV Arnhemia. Hierna speelde hij een jaar in de D-jeugd bij N.E.C.. Tussen 2002 en 2007 speelde hij bij Vitesse en in de Vitesse/AGOVV Voetbal Academie. In 2007 keerde hij terug bij N.E.C. waar hij bij Jong N.E.C. ging spelen. 
In 2008 werd hij bij de selectie voor het eerste elftal van N.E.C. gehaald. Mede door een zware knieblessure kwam het niet tot een debuut en hij vertrok naar RBC Roosendaal toen zijn contract bij N.E.C. in 2010 afliep. Op 13 augustus 2010 maakte Brock zijn debuut in de Eerste divisie voor RBC Roosendaal als basisspeler in de uitwedstrijd tegen Almere City FC.
Vanaf zomer 2011 kwam hij uit voor FC Den Bosch waar na twee seizoenen zijn nog één jaar doorlopende contract in goed overleg werd ontbonden. Hij speelde in het seizoen 2013/14 op amateurbasis voor Helmond Sport. In de herfst van 2014 ging een overschrijving naar AFC Arnhem niet door en daarna sloot hij aan bij VV Duno. Daar vertrok hij medio 2015. In het seizoen 2016/17 maakte hij deel uit van de selectie van SV TEC waarvoor hij echter niet in actie kwam.
In januari 2020 ging Brock weer voetballen, bij SC Veluwezoom met zijn oud-ploeggenoot Jhon van Beukering als trainer. Na een paar trainingen kwam hij niet meer opdagen.

## Privé
In 2018 werd bekend dat Brock dakloos is en een alcoholverslaving heeft. Na een aantal inbraken werd hij door de rechtbank in Arnhem veroordeeld tot een gedwongen opname in een afkickkliniek. In september 2023 werd hij tot een gevangenisstraf van vier maanden cel veroordeeld wegens winkeldiefstallen en bedreigingen.